# Seututie 750
Pour les articles homonymes, voir Route 750.
La route régionale 750 (finnois : Seututie 750) est une route régionale allant de Mustasaari jusqu'à Ylihärmä  en Finlande,.

## Parcours
- Veteli
  - Veteli
  - Räyrinki
  - Patana
- Vimpeli
  - Vinni
  - Vimpeli